# Bertha Brouwer
Bertha Brouwer, soprannominata "Puck", nata Bertha van Duyne (Leidschendam, 29 ottobre 1930 – Oostvoorne, 6 ottobre 2006), è stata una velocista olandese.

## Biografia
Partecipò ai Giochi olimpici di Helsinki 1952 conquistando la medaglia d'argento nei 200 metri piani e il sesto posto nella staffetta 4×100 metri insieme alle connazionali Grietje de Jongh, Petronella Büch e Willemina Lust; nei 100 metri piani fu eliminata nelle batterie prima della finale. Fu vincitrice anche di due argenti europei: nel 1950 nella staffetta 4×100 metri e nel 1954 nei 100 metri piani.
Nel 1953 si sposò, cambiando il suo cognome da van Duyne a Brouwer.
Nel 1956 avrebbe dovuto prendere parte ai Giochi olimpici di Melbourne 1956, ma, in seguito al boicottaggio del comitato olimpico olandese dovuto all'invasione russa dell'Ungheria, Brouwer non partecipò ai Giochi e decise di ritirarsi definitivamente dalla pratica agonistica dell'atletica leggera.

## Palmarès
| Anno | Manifestazione  | Sede      | Evento                | Risultato     | Prestazione | Note |
| ---- | --------------- | --------- | --------------------- | ------------- | ----------- | ---- |
| 1950 | Europei         | Bruxelles | Staffetta 4×100 metri | Argento       | 47"4        |      |
| 1952 | Giochi olimpici | Helsinki  | 100 metri             | elim. qualif. | 12"32       |      |
| 1952 | Giochi olimpici | Helsinki  | 200 metri             | Argento       | 24"25       |      |
| 1952 | Giochi olimpici | Helsinki  | Staffetta 4×100 metri | 6ª            | 47"16       |      |
| 1954 | Europei         | Berna     | 100 metri             | Argento       | 11"9        |      |